# Episodi di Shetland (quinta stagione)
La quinta stagione della serie televisiva Shetland è stata trasmessa nel Regno Unito per la prima volta dall'emittente BBC One dal 12 febbraio al 19 marzo 2019.
| nº | Titolo originale | Titolo italiano | Prima TV UK      | Prima TV Italia |
| -- | ---------------- | --------------- | ---------------- | --------------- |
| 1  | Episode 1        | Episodio 1      | 12 febbraio 2019 | 1º gennaio 2020 |
| 2  | Episode 2        | Episodio 2      | 19 febbraio 2019 | 1º gennaio 2020 |
| 3  | Episode 3        | Episodio 3      | 26 febbraio 2019 | 8 gennaio 2020  |
| 4  | Episode 4        | Episodio 4      | 5 marzo 2019     | 8 gennaio 2020  |
| 5  | Episode 5        | Episodio 5      | 12 marzo 2019    | 15 gennaio 2020 |
| 6  | Episode 6        | Episodio 6      | 19 marzo 2019    | 15 gennaio 2020 |